# 仲藤涼花
仲藤 涼花（なかふじ すずか、1996年〈平成8年〉9月12日 - ）は、日本の女優、モデル、タレント。福岡県春日市出身。福岡市立福翔高等学校卒業。現在フリーランスで活動。愛称は、ずっか。

## 略歴
- 2015年4月、声優を目指し福岡市の専門校[1]に通う。
- 2018年8月、舞台共演者から誘われ、福岡市のモデル事務所、オフィスノアールに所属。芸名を「涼花」に改名。
- 2021年2月、所属事務所オフィスノアールから独立[2]、フリーランスとなる。
- 2021年4月、芸名を「仲藤 涼花」に改名[3]。
- 2022年4月、林純一郎(オフィスアーツ所属)と共にプロデュースユニット「まちあわせ」を設立、甘棠館show劇場にて旗揚げ公演を行う事を発表[4]。その後、公演名が「ララ・バイ」に決まる[5]。
- 2023年5月、活動拠点を福岡市から東京都へ移す[6]。
- 2024年1月、しばらく舞台に出ない事を公表[7]し、女優としての活動を休止する。
- 2025年1月、昨年結婚し、8月に第一子長男を出産していた事を公表[8]、休止していた女優活動を再開する。

## 人物
芸名の由来は、当時所属していた事務所社長から「芸名みたいだし、あんた涼花で良いんじゃない」と言われ、本名から苗字を取った涼花となった（現在は仲藤涼花で活動）。
うまい棒をこよなく愛し、600本当てた事がある。
FNN(フジニュースネットワーク)で「新型コロナの10万円給付が受けられない、舞台女優として活躍するアルバイト女性」として報道される。

## 出演

### ラジオ
- ラジオドラマ「越野七米神物語 こめかみっ！」（2016年6月 第一話 CROSS FM）
- Radio de NOIR（2018年9月18日[13]、10月2日[14]、16日[15]、23日[16]、30日[17] MC担当、初回はゲスト コミてん（コミュニティラジオ天神FM））
- B's Sup!（2020年11月1日[18]、8日[19]、12月27日[20]、2021年1月10日[21] コーナーMC担当 コミてん（コミュニティラジオ天神FM））

### 舞台
- 農業少女（2015年2月7日 - 2月8日 主催：無免許アクターズ 甘棠館show劇場） - 主演
- 髑髏城の七人（2015年8月1日 - 8月4日 主催：WET BLANKET原点回帰 ぽんプラザホール）
- ●（カラ）（2015年8月29日 - 8月30日 主催：メニドク H732シアター）
- 或る国の短篇繍（2017年9月2日 - 9月3日 主催：空想工藝舎 ぽんプラザホール） - 針生あかり 役
- バックヤード・マーチ（2018年4月10日 - 4月15日 主催：ナシカ座 甘棠館show劇場）
- 愛をとりもどせ（2018年7月31 - 8月5日 主催：ナシカ座 甘棠館show劇場）
- ワラゲキ（2018年10月9日 - 10月10日 主催：ナシカ座 リノベーションミュージアム冷泉荘）
- 愛されたい娘と愛せない母（2018年11月27日 - 12月2日 主催：ナシカ座 ぽんプラザホール）
- 弱者の時間（2018年4月9日 - 4月11日 主催：劇団あまりもの 甘棠館show劇場）
- HOME ～白線の内側～（2019年4月23日 - 4月25日 主催：ユニットれんげ 甘棠館show劇場）
- 学校の快談(がっこうのかいだん)（2019年5月30日 - 6月3日 主催：u-you.comPany 下落合TACCS1179）
- 爪の折れたテープ（2019年7月5日 - 7月7日 主催：劇団「Ｍ」 甘棠館show劇場）
- ドブ恋 九州 Vol.3（2019年10月8日 - 10月13日 主催：女々 甘棠館show劇場）
- WE ARE THE CHAMPIONS！（2019年12月19日 - 12月20日 主催：コンドルズ 博多座）
- アリスインデッドリースクール楽園 FUKUOKA（2020年1月29日 - 2月2日 主催：アリスインプロジェクト×トキヲイキル コラボ公演 ぽんプラザホール） - 百村信子役
- うらがわの事件簿（2021年3月24日 - 3月28日 主催：ウルトラマンション×トキヲイキル コラボ公演 ぽんプラザホール） - トモチ役
- ミモココロモ（2021年4月10日 - 4月11日 主催：I-ACTプロデュース 甘棠館show劇場） - 三田ちずる役
- ほぼ、コドモ（2021年7月29日 - 8月1日 主催：トキヲイキル ぽんプラザホール） - 水谷樹里役
- ミーワーク・エンジェル（2021年12月11日 - 12月12日 主催：あかりのプロダクション 福岡市科学館サイエンスホール）
- 初恋村 in福岡（2022年4月29日 - 4月30日 主催：ハツコイ・ユナイテッド 福岡アジア美術館あじびホール） - おめんめ役
- 優しい魔法のとなえ方 2022（2022年5月13日 - 5月16日 主催：ヒロセプロジェクト ラゾーナ川崎プラザソル） - 鈴木じゅり役
- 初恋ダンス部／チーム対抗即興劇（2022年6月17日 主催：ハツコイ・ユナイテッド ハイジアV-1）
- 初恋タローとコントしちゃらんね（2022年6月26日 主催：ハツコイ・ユナイテッド ハイジアV-1）
- 嫌な女ほど何故こんなに愛しいのか。（2022年7月22日 - 7月24日 主催：ハツコイ・ユナイテッド 赤坂CHANCEシアター）
- The Pancake Mansion 初恋タローライブ（2022年8月28日 主催：ハツコイ・ユナイテッド The Pancake Mansion）
- 大人の時間（2022年9月8日 - 9月10日 主催：がらんどう 春吉バルCLUTCH）
- 吾輩は地域猫である（2022年9月24日 - 9月25日 主催：中央市民センター指定管理者株式会社シンコー 福岡市立中央市民センター）
- TCC Tenjin Conte Collection（2022年11月23日 主催：NICONICOPUNPUN GRANDMIRAGE-evoL）
- ZILEMMA 山笠キックボーダーズ（2022年12月8日 - 12月11日 主催：トイメン、RION 西鉄ホール）
- ポップスガールズ（2023年1月18日 - 1月22日 主催：TUFF STUFF 新宿THEATER BRATS）
- BENKEI（2023年3月28日 - 3月30日 主催：吉本興業 ぽんプラザホール） - 奥村政役
- 控えめに言って、崖野は殺した方がいい（2023年5月9日 - 5月14日 主催：にゃんにゃんカムカム ぽんプラザホール）
- 短編劇場「輪渦ネーション」（2023年5月24日 - 5月25日 主催：サプライズメーカーPandA 甘棠館show劇場）
- かんちゃんの音楽部（2023年6月11日 主催：ハツコイ・ユナイテッド ハイジアV-1）
- 馬鹿ゲームライブ！vol.33～毎日がサマー馬鹿ーション～（2023年7月4日 主催：伊藤企画 池袋東口ゲキパ）
- 人狼ゲーム／オモロゲーム（2023年7月10日 主催：ハツコイ・ユナイテッド 新宿ブリーカー）
- 月の終わりと始まりはシアター 月を跨ぐVOL.2（2023年7月15日 主催：月シア制作委員会 原宿CAPSULE）
- 月の終わりと始まりはシアター #3 7月の邂逅（2023年7月28日 - 7月31日 主催：月シア制作委員会 北池袋新生館シアター） - 草刈ねむ役
- 浴衣スイッチゲーム大会／めくるくんのちょっと遅めの下半期占い（2023年8月22日 主催：ハツコイ・ユナイテッド ハイジアV-1）
- 月の終わりと始まりはシアター 月を跨ぐVOL.3（2023年8月26日 主催：月シア制作委員会 西早稲田WhiteRoom）
- 「HANABI」～夏の終わり、閃光が降る夜に～（2023年8月29日 - 8月31日 主催：サプライズメーカーPandA、JJS 甘棠館show劇場） - 加恋役
- 「HANABI」～夏の終わり、閃光が降る夜に～（2023年9月4日 - 9月6日 主催：サプライズメーカーPandA、JJS シアターブラッツ） - 加恋役
- 月の終わりと始まりはシアター 月を跨ぐVOL.4（2023年9月23日 主催：月シア制作委員会 すたごや（スター発掘小屋））
- 月の終わりと始まりはシアター #5 9月の再起動（2023年9月29日 - 10月2日 主催：月シア制作委員会 劇場ビット） - 草刈ねむ役
- 月の終わりと始まりはシアター 月を跨ぐVOL.5（2023年10月21日 主催：月シア制作委員会 劇場ビット）
- 浅草いちご座物語（2023年10月25日 - 10月29日 主催：ウルトラマンション コフレリオ新宿シアター） - なぎさ役
- 繋がる鼓動～12years later～（2023年11月22日 - 11月26日 主催：TEAM曼荼羅ジャンキー コフレリオ新宿シアター）
- GO,JET!GO!GO!vol.2～浮気なJETのパレットキャット～（2024年1月16日 - 1月21日 主催：I♡JET企画 A-Garage） - メグ役
- IDOL BOX #62（2024年4月16日 主催：笑や 東高円寺笑や）
- Stoked Bステージ ネタ&ユニットコントライブ（2025年8月16日 主催：StokedLive 西早稲田WhiteRoom）

### 映画
- あやまち、リテイク、映画の魔法。[22]（2020年6月 Tokyo 48 Hour Film Project アルファ―プロデュース)
- たまたまそこを通りがかった外埼詩織[23]（2021年8月 短編映画 監督：高村剛志）

### Webドラマ
- 月之音[24]（2020年10月1日 - 2021年3月25日（全4話）日本×台湾協同制作 Touch Films×CHINZEI）
- 介護の仕事を選んでほしいわけじゃない[25]（2021年10月29日公開 主演：森保まどか 長崎県福祉保健部長寿社会課）
- 葉隠忍者ヒゼン[26]（2021年12月12日 - 2021年12月26日（全3話）I-ACT、九州忍者保存協会）

### CM・広告
- タンスのゲン 本気でやってみた編[27]（2020年3月12日公開）

### ミュージックビデオ
- Kitri 「ヒカレイノチ」[28]（2021年10月14日公開） - 生徒役

### イベント
- ほおずきんちゃん生誕祭2019（2019年8月25日 主催：ほおずきんちゃん生誕祭2019年イベント実行委員会 鷲尾愛宕神社） - MC担当[29]
- 憧れのスーパーカー大集結!![30]（2021年11月28日 主催：玉名温泉観光旅館協同組合 玉名市役所駐車場） - レースクイーンとして参加[31]
- 博多どんたく ブランチ博多ユニバーサル演舞台会場[32]（2023年5月3日-4日 主催：福岡市民の祭り振興会 ブランチ博多パピヨンガーデン） - MC担当[33]

## プロデュース公演
- ララ・バイ（2022年6月11日 - 6月12日 主催：まちあわせ 甘棠館show劇場）

## 書籍
- ミッケ!フクオカ[34]（MIKKE!FUKUOKA）Vol.7(2019年10月-11月号) Vol.9(2020年2月-3月号) Vol.11(2020年6月-7月号) Vol.22(2022年4月-5月号)